# Ellipinion
Ellipinion is een geslacht van zeekomkommers uit de familie Elpidiidae.

## Soorten
- Ellipinion alani Rogacheva, Gebruk & Alt, 2013
- Ellipinion albidum (Théel, 1882)
- Ellipinion bucephalum Hansen, 1975
- Ellipinion delagei (Hérouard, 1896)
- Ellipinion facetum (Agatep, 1967)
- Ellipinion galatheae (Hansen, 1956)
- Ellipinion kumai (Mitsukuri, 1912)
- Ellipinion molle (Théel, 1879)
- Ellipinion papillosum (Théel, 1879)
- Ellipinion solidum Hansen, 1975